# Nati nel 1974/Marzo
| Questa pagina contiene informazioni ricavate automaticamente dalle voci biografiche con l'ausilio del template Bio e di un bot. L'aggiornamento è periodico e automatico e ricostruisce completamente la pagina. Se manca una persona in questa lista, sei pregato di non aggiungerla, ma accertati piuttosto che la sua voce biografica contenga il template Bio e che i dati anagrafici siano correttamente compilati. Se il template Bio manca, inseriscilo tu stesso o, in alternativa, metti l'avviso {{tmp\|Bio}} che ne segnala la mancanza. Se i dati riportati sono sbagliati, correggi direttamente la voce biografica; le modifiche saranno visibili in questa lista entro pochi giorni. Per chiarimenti vedi il progetto biografie. La lista contiene solo le 391 persone che sono citate nell'enciclopedia e per le quali è stato implementato correttamente il template Bio. Pagina aggiornata al 2 ago 2025. |

- 1º marzo - José Calado, ex calciatore portoghese
- 1º marzo - Michal Dragoun, compositore di scacchi ceco
- 1º marzo - Mark-Paul Gosselaar, attore statunitense
- 1º marzo - Jin Soon-jin, ex calciatore sudcoreano
- 1º marzo - Radim Kučera, allenatore di calcio e ex calciatore ceco
- 1º marzo - Alex Magallanes, ex calciatore peruviano
- 1º marzo - Ed McGuinness, fumettista statunitense
- 1º marzo - Romina Mondello, attrice italiana
- 1º marzo - Guillermo Morigi, ex calciatore argentino
- 1º marzo - Natalia Titova, ballerina russa
- 1º marzo - Joachim Trier, regista e sceneggiatore norvegese
- 1º marzo - Yang Hui-seung, ex cestista sudcoreano
- 2 marzo - Mirna Deak, ex cestista croata
- 2 marzo - Ljudmila Furceva, ex cestista russa
- 2 marzo - Damir Glavan, pallanuotista croato
- 2 marzo - Patrice Halgand, ex ciclista su strada francese
- 2 marzo - Marcel Jenni, ex hockeista su ghiaccio svizzero
- 2 marzo - Hayley Lewis, ex nuotatrice australiana
- 2 marzo - Jasmin Mujdža, allenatore di calcio e ex calciatore bosniaco
- 2 marzo - Wille Mäkelä, giocatore di curling finlandese
- 2 marzo - Monika Niederstätter, ex ostacolista e velocista italiana
- 2 marzo - Ante Razov, allenatore di calcio e ex calciatore statunitense
- 2 marzo - Federica Ridolfi, showgirl e ballerina italiana
- 2 marzo - Faith Yang, cantante e modella taiwanese
- 3 marzo - Giuseppe Cardone, allenatore di calcio e ex calciatore italiano
- 3 marzo - Ada Colau, attivista e politica spagnola
- 3 marzo - David Faustino, attore statunitense
- 3 marzo - Carlos Güity, ex calciatore honduregno
- 3 marzo - Tomáš Kraus, ex sciatore freestyle e sciatore alpino ceco
- 3 marzo - Igor Perović, ex cestista e allenatore di pallacanestro serbo
- 3 marzo - Jared Rushton, attore e musicista statunitense
- 3 marzo - Josef Strobl, ex sciatore alpino austriaco
- 3 marzo - Rikimaru Tōhō, attore e doppiatore giapponese
- 3 marzo - Eddy Wata, cantante nigeriano
- 3 marzo - George T. Whitesides, politico e imprenditore statunitense
- 4 marzo - Marco Albanesi, allenatore di pallacanestro italiano
- 4 marzo - Joaquim Alberto Silva, calciatore angolano († 2019)
- 4 marzo - Jeff Bhasker, tastierista, cantante e produttore discografico statunitense
- 4 marzo - Nalbert Bitencourt, ex pallavolista e ex giocatore di beach volley brasiliano
- 4 marzo - Riccardo Canovaro, ex pallanuotista italiano
- 4 marzo - Crowbar, wrestler statunitense
- 4 marzo - Elpídio Barbosa Conceição, ex calciatore brasiliano
- 4 marzo - ICS Vortex, cantante e polistrumentista norvegese
- 4 marzo - Kim Yeong-ok, ex cestista sudcoreana
- 4 marzo - Mladen Krstajić, allenatore di calcio e ex calciatore serbo
- 4 marzo - Bartłomiej Kurowski, schermidore polacco
- 4 marzo - Karol Kučera, ex tennista slovacco
- 4 marzo - Ariel Ortega, ex calciatore argentino
- 4 marzo - Pierluigi Pardo, giornalista, conduttore televisivo e telecronista sportivo italiano
- 4 marzo - Virginijus Praškevičius, ex cestista lituano
- 4 marzo - Andreas Stitzl, ex sciatore nordico tedesco
- 4 marzo - Bill Young, ex rugbista a 15, allenatore di rugby a 15 e imprenditore australiano
- 5 marzo - Roberto Arco, ex calciatore italiano
- 5 marzo - Larbi Benboudaoud, judoka francese
- 5 marzo - Chae Ji-hoon, ex pattinatore di short track sudcoreano
- 5 marzo - Kevin Connolly, attore e regista statunitense
- 5 marzo - Jens Jeremies, procuratore sportivo e ex calciatore tedesco
- 5 marzo - Matt Lucas, attore britannico
- 5 marzo - Eva Mendes, attrice e modella statunitense
- 5 marzo - Salvatore Miceli, allenatore di calcio e ex calciatore italiano
- 5 marzo - Candida Morvillo, giornalista e scrittrice italiana
- 5 marzo - Jon Andoni Pérez, ex calciatore spagnolo
- 5 marzo - Roberto García Ruiz, attore e ex culturista spagnolo
- 6 marzo - Pierdomenico Baccalario, scrittore e sceneggiatore italiano
- 6 marzo - Martin Bengtsson, bassista, chitarrista e cantante svedese
- 6 marzo - Philippe Durpes, ex calciatore francese
- 6 marzo - Beanie Sigel, rapper e attore statunitense
- 6 marzo - Guy Garvey, cantautore britannico
- 6 marzo - Claudia Gasperini, ex cestista italiana
- 6 marzo - Ricardo González Fonseca, ex calciatore costaricano
- 6 marzo - Mamadou Koné, ex calciatore burkinabé
- 6 marzo - Lionel Mallier, rugbista a 15 francese
- 6 marzo - Erik Miller, canottiere statunitense
- 6 marzo - Kate Paye, ex cestista e allenatrice di pallacanestro statunitense
- 6 marzo - Gary Rowett, allenatore di calcio e ex calciatore inglese
- 6 marzo - Brad Schumacher, ex nuotatore e ex pallanuotista statunitense
- 6 marzo - Alexis Suárez, ex calciatore spagnolo
- 6 marzo - Miika Tenkula, chitarrista e cantante finlandese († 2009)
- 6 marzo - Yanou, produttore discografico e disc jockey tedesco
- 6 marzo - Zana, ex attrice pornografica statunitense
- 6 marzo - Sônia Guajajara, attivista e politica brasiliana
- 7 marzo - Larry Bagby, attore e musicista statunitense
- 7 marzo - Leonardo Baracani, ex arbitro di calcio italiano
- 7 marzo - Corina Bomann, scrittrice tedesca
- 7 marzo - Michele Didoni, ex marciatore italiano
- 7 marzo - Jenna Fischer, attrice statunitense
- 7 marzo - Lea Karen Gramsdorff, attrice italiana
- 7 marzo - James Hogan, chitarrista statunitense
- 7 marzo - Jiri Homola, ex calciatore ceco
- 7 marzo - Krizz Kaliko, rapper e cantante statunitense
- 7 marzo - Lucio Maurino, karateka e militare italiano
- 7 marzo - Tobias Menzies, attore britannico
- 7 marzo - Facundo Sava, allenatore di calcio e ex calciatore argentino
- 7 marzo - Angelo Temellini, ex pallanuotista e allenatore di pallanuoto italiano
- 7 marzo - Paco Vázquez, allenatore di pallacanestro e ex cestista spagnolo
- 7 marzo - Maysoon Zayid, attrice, comica e attivista statunitense
- 8 marzo - Carlos Baute, cantante, conduttore televisivo e attore venezuelano
- 8 marzo - Tayeb Braikia, ex ciclista su strada e pistard danese
- 8 marzo - Danny Corkill, attore statunitense
- 8 marzo - Federico Ginato, politico italiano
- 8 marzo - Sebastián Lelio, regista, sceneggiatore e produttore cinematografico cileno
- 8 marzo - Leandro Lázzaro, ex calciatore argentino
- 8 marzo - Christiane Paul, attrice tedesca
- 8 marzo - Cheryl Salisbury, ex calciatrice australiana
- 8 marzo - Daniele Viotti, politico e attivista italiano
- 9 marzo - Daniele Beltrammi, ex calciatore italiano
- 9 marzo - Jurij Bilonoh, ex pesista ucraino
- 9 marzo - Álvaro Calustro, ex calciatore boliviano
- 9 marzo - Fabrizio Caracciolo, allenatore di calcio e ex calciatore italiano
- 9 marzo - Santiago Denia, allenatore di calcio e ex calciatore spagnolo
- 9 marzo - Jang Dae-il, ex calciatore sudcoreano
- 9 marzo - Óscar Martínez, ex tennista spagnolo
- 9 marzo - Esala Masi, ex calciatore figiano
- 9 marzo - Armen Nazarjan, lottatore armeno
- 9 marzo - Ismael Serrano, cantautore spagnolo
- 9 marzo - Sophie Schütt, attrice tedesca
- 9 marzo - Noriaki Sugiyama, doppiatore giapponese
- 9 marzo - Marco Velo, ex ciclista su strada italiano
- 9 marzo - Roland Vrabec, allenatore di calcio e ex calciatore tedesco
- 10 marzo - Viktor Borel, ex calciatore sovietico
- 10 marzo - Jörgen Brink, sciatore nordico svedese
- 10 marzo - Jaime Vladimir Cubías, ex calciatore salvadoregno
- 10 marzo - Francesco De Benedittis, produttore discografico, compositore e arrangiatore italiano
- 10 marzo - Matt Elliott, cantautore e chitarrista inglese
- 10 marzo - Keren Ann, cantautrice israeliana
- 10 marzo - Matt Rawle, attore e cantante inglese
- 10 marzo - Luís Vouzela, ex calciatore portoghese
- 10 marzo - Lasse Sætre, ex pattinatore di velocità su ghiaccio norvegese
- 10 marzo - İbrahim Üzülmez, allenatore di calcio e ex calciatore turco
- 10 marzo - Cristián de la Fuente, attore cileno
- 11 marzo - Bobby Abreu, ex giocatore di baseball venezuelano
- 11 marzo - Gino Borsoi, ex pilota motociclistico e dirigente sportivo italiano
- 11 marzo - Sagid Murtazaliev, ex lottatore russo
- 11 marzo - Nicola Pederzolli, ex snowboarder austriaca
- 11 marzo - A-Do, cantante singaporiano
- 12 marzo - Charles Akonnor, allenatore di calcio e ex calciatore ghanese
- 12 marzo - Walid Badir, ex calciatore palestinese
- 12 marzo - Marko Bošnjak, giurista e magistrato sloveno
- 12 marzo - Monika Brosovszky, ex cestista rumena
- 12 marzo - Chris Carr, ex cestista statunitense
- 12 marzo - Marjan Gerasimovski, ex calciatore macedone
- 12 marzo - Gabriella Greison, scrittrice e giornalista italiana
- 12 marzo - Jeremy Hunt, dirigente sportivo e ex ciclista su strada britannico
- 12 marzo - Martina Koschuttnigg, ex sciatrice alpina austriaca
- 12 marzo - Heidi Marnhout, attrice statunitense
- 12 marzo - Nacho Rodilla, ex cestista e allenatore di pallacanestro spagnolo
- 12 marzo - Vincenzo Spadafora, politico italiano
- 12 marzo - Diana Widmaier-Picasso, storica dell'arte e saggista francese
- 13 marzo - Linda Bengtzing, cantante svedese
- 13 marzo - Igor Campedelli, imprenditore italiano
- 13 marzo - Thomas Enqvist, allenatore di tennis e ex tennista svedese
- 13 marzo - Maurício Souza, allenatore di calcio brasiliano
- 13 marzo - Thomas Hafstad, ex calciatore norvegese
- 13 marzo - Atsuko Inaba, attrice, cantante e ballerina giapponese
- 13 marzo - Mirbağır İsayev, ex calciatore azero
- 13 marzo - Fernando Rech, ex calciatore brasiliano
- 13 marzo - Judith Sargentini, politica olandese
- 13 marzo - Franziska Schenk, ex pattinatrice di velocità su ghiaccio tedesca
- 13 marzo - Adam Seroczyński, canoista polacco
- 13 marzo - Shane Taylor, attore cinematografico inglese
- 13 marzo - Luis Vallenilla, ex calciatore venezuelano
- 13 marzo - Vampeta, ex calciatore e allenatore di calcio brasiliano
- 14 marzo - Abd al Malik, rapper francese
- 14 marzo - Caroline Baird, ex atleta paralimpica britannica
- 14 marzo - Francesco Baldini, allenatore di calcio e ex calciatore italiano
- 14 marzo - Etan Cohen, sceneggiatore e regista statunitense
- 14 marzo - Mark Fish, allenatore di calcio e ex calciatore sudafricano
- 14 marzo - Pedro Alexandro García, ex calciatore peruviano
- 14 marzo - Massimiliano Giansanti, imprenditore italiano
- 14 marzo - Alexandra Kalinovská, ex pentatleta ceca
- 14 marzo - Gonzalo Longo, ex rugbista a 15 e allenatore di rugby a 15 argentino
- 14 marzo - Santino Marella, wrestler, ex artista marziale misto e attore canadese
- 14 marzo - Eva Martín, attrice spagnola
- 14 marzo - Zalán Mészáros, ex cestista ungherese
- 14 marzo - Teona Strugar Mitevska, regista e sceneggiatrice macedone
- 14 marzo - Grace Park, attrice statunitense
- 14 marzo - Karin Proia, attrice, regista e sceneggiatrice italiana
- 14 marzo - Pablo Repetto, allenatore di calcio uruguaiano
- 14 marzo - Andrew Richardson, ex tennista e allenatore di tennis britannico
- 14 marzo - Jeppe Kofod, politico danese
- 14 marzo - Adam Wakeman, tastierista britannico
- 14 marzo - Angela Zimmermann, ex sciatrice alpina tedesca
- 15 marzo - Anders Andersson, ex calciatore svedese
- 15 marzo - Imad Baba, ex calciatore statunitense
- 15 marzo - Kevin Miguel Connolly, doppiatore statunitense
- 15 marzo - André Cordeiro, ex nuotatore brasiliano
- 15 marzo - Vaughan Gething, politico britannico
- 15 marzo - Jia Zhanbo, tiratore a segno cinese
- 15 marzo - Percy Montgomery, ex rugbista a 15 sudafricano
- 15 marzo - Lisa Noja, politica italiana
- 15 marzo - Idris Raizuwah, giocatore di calcio a 5 malaysiano
- 15 marzo - Stacy Roest, ex hockeista su ghiaccio canadese
- 15 marzo - Renoly Santiago, attore portoricano
- 15 marzo - Dmitrij Sautin, ex tuffatore e politico russo
- 15 marzo - C. W. Stoneking, cantautore, chitarrista e suonatore di banjo australiano
- 15 marzo - Ieva Tāre, ex cestista lettone
- 15 marzo - Elena Tokun, ex pallanuotista russa
- 15 marzo - Carlos Eduardo Ventura, ex calciatore brasiliano
- 15 marzo - Miki Yamada, politica giapponese
- 16 marzo - Kate Allenby, ex pentatleta britannica
- 16 marzo - Giōrgos Anatolakīs, ex calciatore greco
- 16 marzo - Brian Baloyi, ex calciatore sudafricano
- 16 marzo - Anne Charrier, attrice francese
- 16 marzo - Farid Ghazi, ex calciatore algerino
- 16 marzo - John Hansen, ex calciatore faroese
- 16 marzo - Tony Jamieson, allenatore di calcio e ex calciatore cookese
- 16 marzo - Ernest Konon, ex calciatore polacco
- 16 marzo - Galina Koževnikova, storica e giornalista russa († 2011)
- 16 marzo - Giorgio Morbidelli, ex bobbista italiano
- 16 marzo - Adel Nefzi, ex calciatore tunisino
- 16 marzo - Massimo Pecorari, pallavolista italiano
- 16 marzo - Heath Streak, crickettista zimbabwese († 2023)
- 16 marzo - Narvik Sırxayev, ex calciatore azero
- 16 marzo - Johan Widerberg, attore svedese
- 16 marzo - Benjamin, fumettista e illustratore cinese
- 17 marzo - Mitja Borkert, progettista e ingegnere tedesco
- 17 marzo - Franck Bouyer, ex ciclista su strada francese
- 17 marzo - Rodrigo José Carbone, ex calciatore brasiliano
- 17 marzo - Marisa Coughlan, attrice statunitense
- 17 marzo - Mille Dinesen, attrice danese
- 17 marzo - Aleksandra Ivošev, ex tiratrice a segno serba
- 17 marzo - Frode Johnsen, ex calciatore norvegese
- 17 marzo - Maddalena Maggi, attrice cinematografica, attrice teatrale e regista teatrale italiana
- 17 marzo - Andrea Ostellari, politico italiano
- 17 marzo - Oliver Palotai, tastierista tedesco
- 17 marzo - Dorin Recean, economista e politico moldavo
- 18 marzo - Andrea Beltramo, attore, doppiatore e conduttore televisivo italiano
- 18 marzo - Marco Bucciantini, giornalista, scrittore e opinionista italiano
- 18 marzo - Gentian Çoçja, ex calciatore albanese
- 18 marzo - Sertan Eser, ex calciatore turco
- 18 marzo - José Javier Gómez, ex ciclista su strada spagnolo
- 18 marzo - Jozef Gönci, tiratore a segno slovacco
- 18 marzo - Arsi Harju, ex pesista finlandese
- 18 marzo - Will Johnson, ex rugbista a 15 e allenatore di rugby a 15 inglese
- 18 marzo - Petra Kamstra, ex tennista olandese
- 18 marzo - Tina Križan, ex tennista jugoslava
- 18 marzo - Bennett Mnguni, ex calciatore sudafricano
- 18 marzo - Takashi Okazaki, fumettista giapponese
- 18 marzo - Raquel Rodríguez, modella spagnola
- 18 marzo - Cristian Săuan, ex rugbista a 15 rumeno
- 18 marzo - Laure Savasta, ex cestista e allenatrice di pallacanestro francese
- 18 marzo - Francesco Stella, attore italiano
- 18 marzo - Katherine Tai, politica e avvocato statunitense
- 19 marzo - Eleonora Bechis, politica italiana
- 19 marzo - Eleonora Carta, scrittrice italiana
- 19 marzo - Mirko Celestino, mountain biker e ex ciclista su strada italiano
- 19 marzo - Andrea Forte Calatti, regista, scenografo e drammaturgo italiano
- 19 marzo - Vida Guerra, modella e attrice cubana
- 19 marzo - Hanka Kupfernagel, ex ciclista su strada, ciclocrossista e pistard tedesca
- 19 marzo - José Nivaldo Martins Constante, ex calciatore brasiliano
- 20 marzo - Mattias Asper, ex calciatore svedese
- 20 marzo - Chang Hui-yin, ex cestista e allenatrice di pallacanestro taiwanese
- 20 marzo - Enrique Cáceres, arbitro di calcio paraguaiano
- 20 marzo - Cheikh Ya-Ya Dia, ex cestista senegalese
- 20 marzo - Paula Garcés, attrice colombiana
- 20 marzo - Anna Grisebach, attrice e doppiatrice tedesca
- 20 marzo - Manuela Lutze, canottiera tedesca
- 20 marzo - Carsten Ramelow, ex calciatore tedesco
- 20 marzo - Igiaba Scego, scrittrice italiana
- 21 marzo - Laura Allen, attrice statunitense
- 21 marzo - José Clayton, ex calciatore brasiliano
- 21 marzo - Rhys Darby, attore e comico neozelandese
- 21 marzo - Monika Kovač, ex cestista croata
- 21 marzo - Joseph Mawle, attore britannico
- 21 marzo - Sean McDermott, allenatore di football americano statunitense
- 21 marzo - Jamal Mubarak, ex calciatore kuwaitiano
- 21 marzo - Franck Mériguet, allenatore di pallacanestro e ex cestista francese
- 21 marzo - Regina Schleicher, ex ciclista su strada tedesca
- 21 marzo - Conor Woodman, economista, scrittore e conduttore televisivo irlandese
- 22 marzo - Abdelaziz Benhamlat, ex calciatore algerino
- 22 marzo - Giorgia Bongianni, attrice italiana
- 22 marzo - Marcus Camby, ex cestista statunitense
- 22 marzo - Philippe Clement, allenatore di calcio e ex calciatore belga
- 22 marzo - Javi González, ex calciatore spagnolo
- 22 marzo - Tuomas Grönman, ex hockeista su ghiaccio finlandese
- 22 marzo - Ricardo Harris, ex calciatore costaricano
- 22 marzo - Kidada Jones, attrice statunitense
- 22 marzo - Paweł Kaczorowski, allenatore di calcio e ex calciatore polacco
- 22 marzo - Dörte Lindner, tuffatrice tedesca orientale
- 22 marzo - Novika, cantante polacca
- 22 marzo - Gert Peens, rugbista a 15 e allenatore di rugby a 15 sudafricano
- 22 marzo - Ivan Tisci, allenatore di calcio, dirigente sportivo e ex calciatore italiano
- 22 marzo - Bassem Youssef, showman e chirurgo egiziano
- 22 marzo - Lucimar de Moura, ex velocista brasiliana
- 23 marzo - Cristian Baglieri, ex calciatore italiano
- 23 marzo - Andrea Brabencová, ex cestista ceca
- 23 marzo - Jaume Collet-Serra, regista e produttore cinematografico spagnolo
- 23 marzo - Mark Hunt, artista marziale misto e kickboxer neozelandese
- 23 marzo - Camilla Martin, ex giocatrice di badminton danese
- 23 marzo - Randall Park, attore statunitense
- 23 marzo - Patrick Tabacco, rugbista a 15, allenatore di rugby a 15 e imprenditore francese
- 23 marzo - Eric Washington, ex cestista statunitense
- 24 marzo - Daniel Chiriță, ex calciatore rumeno
- 24 marzo - Marek Citko, ex calciatore polacco
- 24 marzo - Micha Djorkaeff, allenatore di calcio e ex calciatore francese
- 24 marzo - Alyson Hannigan, attrice e doppiatrice statunitense
- 24 marzo - Sergej Kljugin, ex altista russo
- 24 marzo - Jacob Lekgetho, calciatore sudafricano († 2008)
- 24 marzo - Suad Liçi, ex calciatore albanese
- 24 marzo - Jeff Myers, ex cestista statunitense
- 24 marzo - Kevin Sullivan, mezzofondista canadese
- 25 marzo - Laz Alonso, attore statunitense
- 25 marzo - Richard Bands, ex rugbista a 15 sudafricano
- 25 marzo - Serge Betsen, ex rugbista a 15 francese
- 25 marzo - Carlo Bocchio, illustratore e fumettista italiano
- 25 marzo - William Cunningham, ex cestista statunitense
- 25 marzo - Marcel Goetz, pilota motociclistico svizzero
- 25 marzo - Lark Voorhies, attrice statunitense
- 25 marzo - Finley Quaye, cantante britannico
- 25 marzo - Ksenija Aleksandrovna Rappoport, attrice russa
- 25 marzo - Fabrizio Romano, attore italiano
- 25 marzo - Alejandro Saccone, ex calciatore argentino
- 26 marzo - Bruno Carvalho, ex calciatore brasiliano
- 26 marzo - Tiziana De Martin Tropanin, ex sciatrice alpina italiana
- 26 marzo - Diego Drajer, schermidore argentino
- 26 marzo - Sonia Fregolent, politica italiana
- 26 marzo - Federico Gobbo, linguista, filosofo e informatico italiano
- 26 marzo - Eimey Gómez, schermitrice cubana
- 26 marzo - Kumiko Gotō, attrice giapponese
- 26 marzo - Önder Karaveli, allenatore di calcio, dirigente sportivo e ex calciatore turco
- 26 marzo - Laurel Lee, politica statunitense
- 26 marzo - Natasha Leggero, comica, personaggio televisivo e attrice statunitense
- 26 marzo - Rafael Mayoral, politico, avvocato e attivista spagnolo
- 26 marzo - Odvan, ex calciatore brasiliano
- 26 marzo - Michael Peca, ex hockeista su ghiaccio canadese
- 26 marzo - Renata Piestrzyńska, ex cestista polacca
- 26 marzo - Javier Rodríguez Nebreda, allenatore di calcio a 5 e ex giocatore di calcio a 5 spagnolo
- 26 marzo - Irina Spîrlea, ex tennista romena
- 26 marzo - Marek Ujlaky, ex calciatore slovacco
- 26 marzo - Taribo West, ex calciatore nigeriano
- 26 marzo - Nicola Zanini, ex calciatore italiano
- 27 marzo - Edgardo Adinolfi, ex calciatore uruguaiano
- 27 marzo - Valentina Albanese, pilota automobilistica italiana
- 27 marzo - Luca Banti, ex arbitro di calcio italiano
- 27 marzo - Andrea Conti, ex cestista e dirigente sportivo italiano
- 27 marzo - Bernard Curry, attore australiano
- 27 marzo - Fernando Diniz, allenatore di calcio e ex calciatore brasiliano
- 27 marzo - Lavoisier Freire Martins, giocatore di calcio a 5 brasiliano
- 27 marzo - Sergio Gioino, ex calciatore argentino
- 27 marzo - Joan Horrach, ex ciclista su strada spagnolo
- 27 marzo - George Koumantarakis, ex calciatore greco
- 27 marzo - Tatiana Lepore, attrice e doppiatrice italiana
- 27 marzo - Gaizka Mendieta, ex calciatore spagnolo
- 27 marzo - Alejandro Quiroz, ex cestista venezuelano
- 27 marzo - Andrea Romeo, imprenditore, produttore cinematografico e giornalista italiano
- 27 marzo - Kendra Scott, stilista, imprenditrice e filantropa statunitense
- 27 marzo - Simon Terry, arciere britannico († 2021)
- 28 marzo - Manuel dos Santos, ex calciatore francese
- 28 marzo - Jonas Eriksson, ex arbitro di calcio svedese
- 28 marzo - Merlina Gostiljac, ex cestista jugoslava
- 28 marzo - Kai Kahele, politico statunitense
- 28 marzo - Mark King, giocatore di snooker inglese
- 28 marzo - Daisuke Kishio, doppiatore giapponese
- 28 marzo - Matthias Koeberlin, attore tedesco
- 28 marzo - Jurij Nikitenko, ex calciatore e allenatore di calcio ucraino
- 28 marzo - Enrique Sánchez-Guijo, ex atleta paralimpico spagnolo
- 28 marzo - Mindaugas Timinskas, ex cestista lituano
- 28 marzo - Stéphanie Yon-Courtin, avvocato e politica francese
- 29 marzo - Fabrizio Corona, personaggio televisivo e imprenditore italiano
- 29 marzo - Iulian Filipescu, ex calciatore rumeno
- 29 marzo - Marc Gené, telecronista sportivo e ex pilota automobilistico spagnolo
- 29 marzo - Ronnie Henderson, ex cestista statunitense
- 29 marzo - Iarley, ex calciatore brasiliano
- 29 marzo - Cyril Julian, ex cestista francese
- 29 marzo - Reni Jusis, cantante polacca
- 29 marzo - Ákos Kállai, pentatleta ungherese
- 29 marzo - Basetsane Kumalo, modella e personaggio televisivo sudafricana
- 29 marzo - Yumi Matsuzawa, cantante giapponese
- 29 marzo - Phạm Linh Đan, attrice vietnamita
- 29 marzo - Edwina Tops-Alexander, cavallerizza australiana
- 29 marzo - María del Mar Blanco, politica spagnola
- 30 marzo - Lorenza Arnetoli, ex cestista e allenatrice di pallacanestro italiana
- 30 marzo - Tomislav Butina, ex calciatore croato
- 30 marzo - Shaun Dooley, attore britannico
- 30 marzo - Igor Gluščević, ex calciatore montenegrino
- 30 marzo - Paola Iezzi, cantautrice, musicista e disc jockey italiana
- 30 marzo - Alexandru Ioanovici, ex nuotatore rumeno
- 30 marzo - Miho Komatsu, cantante giapponese
- 30 marzo - Maria Neculiță, ex ginnasta rumena
- 30 marzo - Tommaso Visentin, ex rugbista a 15, allenatore di rugby a 15 e telecronista sportivo italiano
- 31 marzo - Otis Hill, ex cestista statunitense
- 31 marzo - Adrian Holmes, attore britannico
- 31 marzo - Redi Jupi, allenatore di calcio e ex calciatore albanese
- 31 marzo - Natali, cantante russa
- 31 marzo - Charīs Nikolaou, ex calciatore cipriota
- 31 marzo - Stefan Olsdal, bassista, chitarrista e tastierista svedese
- 31 marzo - Santiago Phelan, ex rugbista a 15 e allenatore di rugby a 15 argentino
- 31 marzo - Tim Raue, cuoco tedesco
- 31 marzo - Jani Sievinen, ex nuotatore finlandese
- 31 marzo - Victoria Smurfit, attrice irlandese
- 31 marzo - Marco Vicini, pallavolista italiano